# 시험관 홀더
시험관 홀더(Test tube Holder)는 시험관을 고정하는 데 사용한다. 시험관이 뜨겁거나 맨 손으로 만져서는 안될 때, 시험관을 고정하는 데 사용한다. 예를 들어, 시험관 홀더는 가열하는 동안 시험관을 고정하는 데 사용할 수 있다. 시험관 홀더를 사용할 때, 시험관 홀더는 시험관과의 적절한 상단 거리는 3cm이다.

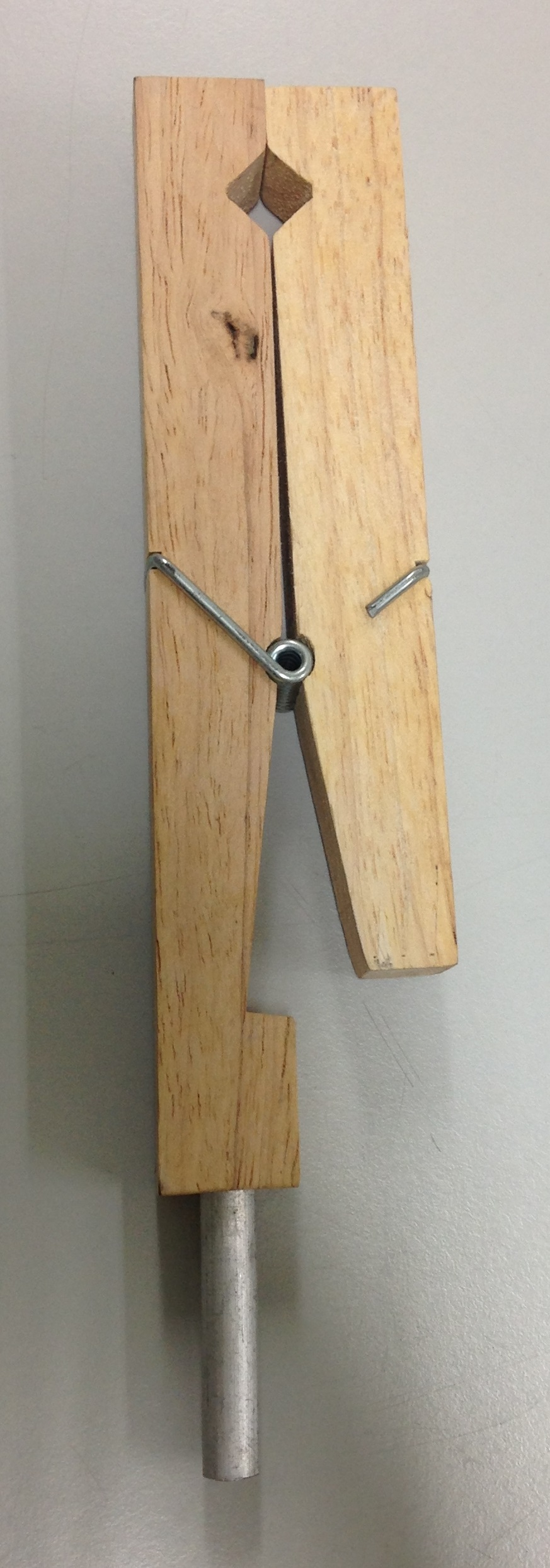
목재 시험관 홀더

## 구조
구조적으로 시험관 홀더는 스프링에 의해 조절된다.

## 주의
시험관 홀더의 목적은 플라스크 또는 기타 무거운 물체를 위한 구조가 아니므로 시험관을 고정하는 데만 사용한다.

## 추가 이미지

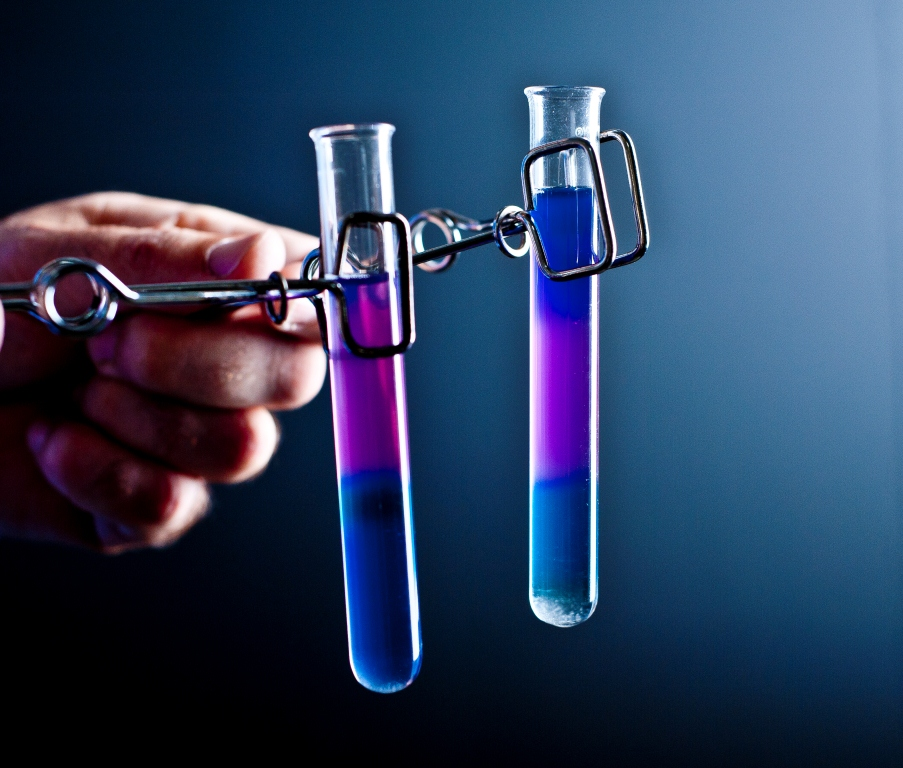
철제 시험관 홀더
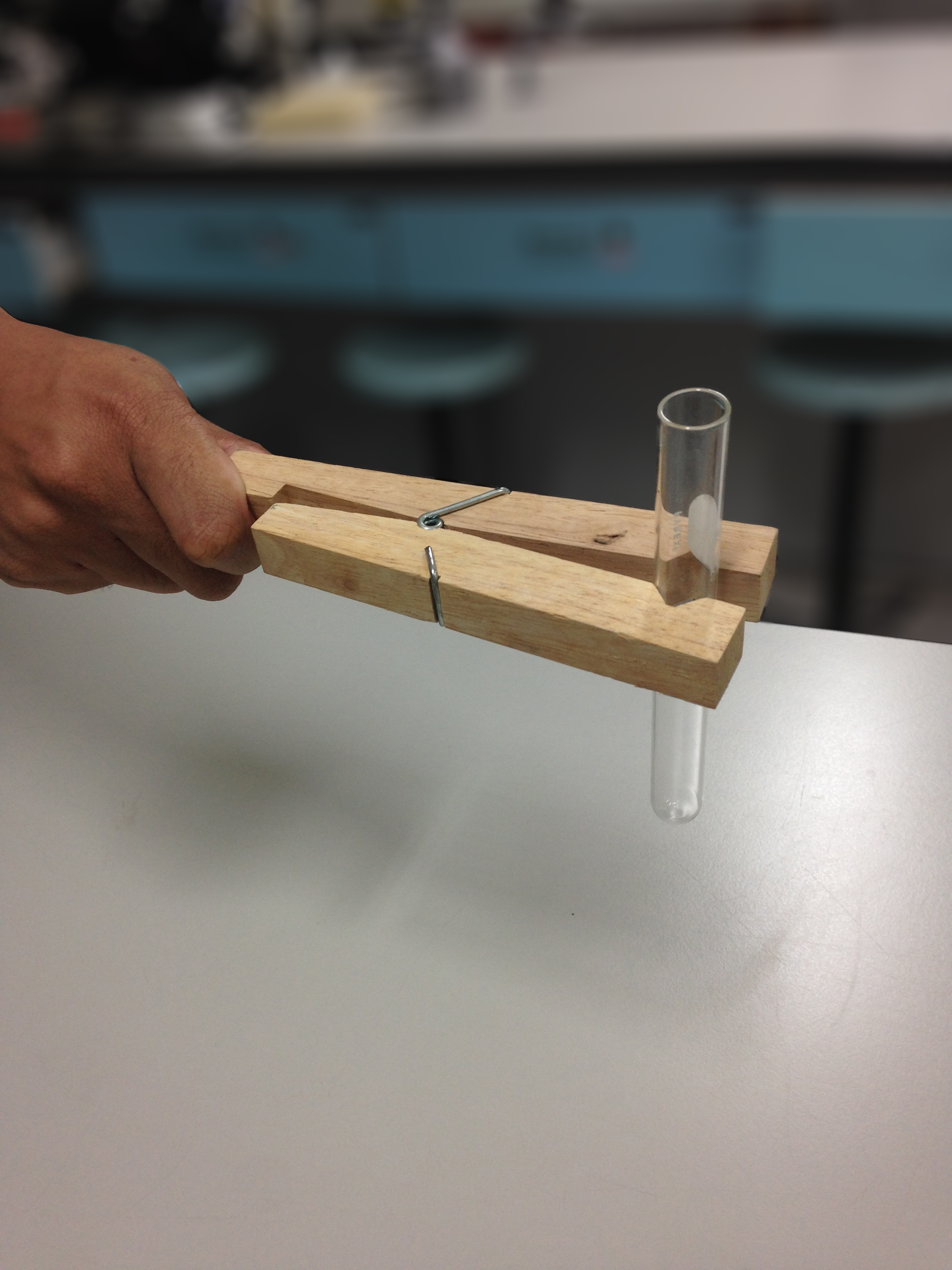
목재 시험관 홀더

## 같이 보기
- 시험관
- 시험관 랙